# Limnephilus abbreviatus
Espèce
Limnephilus abbreviatus est une espèce d'insectes trichoptères appartenant à la famille des limnephilidés.